# Mijail Postnikov
Mijail Postnikov (rus: Михаил Михайлович Постников)  (Xatura, 27 d'octubre de 1927 - Moscou, 27 de maig de 2004) va ser un matemàtic soviètic.

## Vida i Obra
Nascut a la regió de Moscou, va començar estudis de matemàtiques a la universitat Estatal de Perm durant la Segona Guerra Mundial i l'ocupació alemanya de Rússia. A la tardor de 1943 va tornar a Moscou i es va graduar el 1945 a la universitat Estatal de Moscou. Va fer estudis de postgrau a la universitat i a l'Institut de Matemàtiques Steklov. L'any 1949 va defensar la seva tesi doctoral, dirigida per Lev Pontryagin, sobre la classificació de les aplicacions de políedres tridimensionals sobre un espai simplement connectat. Des de llavors va treballar a l'Institut. Des de 1965 va treballar com a professor al Departament de Geometria Superior i Topologia de la Universitat Estatal de Moscou.
Postnikov és autor de treballs fonamentals en el camp de la topologia algebraica i la teoria de l'homotopia. A més, va escriure més de quinze llibres de text i monografies sobre diferents àmbits de les matemàtiques.